# Adresse inconnue
Pour les articles homonymes, voir Address Unknown.
Pour plus de détails, voir Fiche technique et Distribution.
Adresse inconnue (수취인불명, Suchwiin bulmyeong) est un film sud-coréen réalisé par Kim Ki-duk, sorti en 2001.

## Synopsis
Le film commence dans un village sud-coréen hanté par la guerre, près d’un camp de l'armée américaine.
Chang-kuk est un métis coréen, fils d'un soldat noir-américain retourné aux États-Unis après la guerre et d'une femme coréenne avec qui il vit dans un autobus aménagé. Il travaille pour le nouveau fiancé de sa mère, un austère boucher canin portant le nom d'Œil de Chien.
Fils d'un héros non reconnu de la guerre, Ji-heum est un jeune apprenti-peintre travaillant dans le magasin de son maître, spécialisé dans les portraits. Sans cesse la proie de deux jeunes paumés qui se plaisent à le racketter, il ne semble pas trop en être perturbé et préfère faire la cour à Eun-wook dont il est follement épris.
Eun-wook est une jeune orpheline d'un père tué sur le champ de bataille, qui vit avec sa mère et son frère, qui survivent grâce à la pension de guerre du défunt. Borgne depuis un incident avec son frère, elle ne semble éprouver de l'affection que pour son petit chien.
Mitch Mahlum est un jeune soldat américain qui tombe sous le charme mystérieux de Eun-wook. Il propose à celle-ci de lui opérer son œil au sein du camp à condition qu'elle sorte avec lui. À la plus grande tristesse de Ji-heum, Eun-wook accepte.

## Fiche technique
- Titre : Adresse inconnue
- Titre original : 수취인불명 (Suchwiin bulmyeong)
- Titre anglais : Address Unknown
- Réalisation : Kim Ki-duk
- Scénario : Kim Ki-duk
- Production : Lee Seung-jae
- Musique : Park Ho-jun
- Photographie : Seo Jeong-min
- Montage : Ham Seong-won
- Direction artistique : Kim Ki-duk
- Pays d'origine : Corée du Sud
- Langue : coréen
- Format : Couleurs - 1,85:1 - Dolby Digital - 35 mm
- Genre : Drame
- Durée : 117 minutes
- Dates de sortie : 2 juin 2001 (Corée du Sud), 9 février 2005 (France)

## Distribution
- Yang Dong-geun : Chang-kuk
- Park Min-jung : Eun-wook
- Kim Young-min : Ji-heum
- Bang Eun-jin : La mère de Chang-kuk
- Myung Kye-nam : Le père de Ji-heum
- Lee In-wook : La mère de Eun-wook
- Jo Jae-hyeon : Œil de chien
- Oh Jung-se : un policier

## Autour du film
- Le film fut projeté le 9 septembre 2001 au festival de Toronto (Canada), les 9 et 11 mars 2002 au festival du film asiatique de Deauville, ainsi que le 7 novembre 2004 au festival du film Lyon Asiexpo (France).

## Récompenses
- Nomination pour le Lion d'or de Saint-Marc à la Mostra de Venise 2001.
- Prix du meilleur second rôle féminin (Bang Eun-jin), lors des Grand Bell Awards 2002.

## Anecdotes
- Le réalisateur Kim Ki-duk confie s'être inspiré de ses souvenirs pour son film. « Je vivais près d'une base militaire américaine dans mon enfance, un de mes amis était métisse et il y avait également une fille qui, à la suite d'une maladie, avait un voile blanc sur l'un de ses yeux. L'histoire est à 70 % vraie, et à 30 % inventée pour le cinéma. Le garçon fragile et son père militaire, c'est moi et mon père. Le métisse (...), c'est mon ami ».
- Tout comme ses personnages, Kim Ki-duk a rompu avec son environnement familial. C'est ainsi que quand il était jeune, il partit vivre à Paris. « Mon père m'ayant blessé, je me suis enrôlé dans la marine pendant 5 ans afin de la quitter. Même après être revenu, je ne rentrais guère à la maison. Et puis je suis parti en France et j'ai traversé l'Europe pendant 2 ans. J'ai découvert alors un nouveau monde et, devenu réalisateur, mon passé est devenu le film Adresse inconnue ».
- Logiquement, le réalisateur a choisi ses acteurs en fonction des gens qu'il avait connus.« Pour le rôle du soldat américain, j'ai choisi un acteur américain lors d'un casting ». Parfois, les moyens employés furent plus inattendus : « les autres soldats sont de vrais soldats basés en Corée qu'on a un peu soudoyés. Quant aux femmes-soldats, ce sont des Russes qui ont enfilé l'uniforme militaire américain ».
Pour le rôle du métisse Chang-guk, le réalisateur cherchait un « métisse caucasien ». « Mais comme on en trouvait pas, on a décidé de faire de Chang-guk un métisse noir ». Quant à l'acteur Jo Jae-hyeon, qui incarne Œil de Chien dans le film, ce n'est pas la première fois que le metteur en scène le dirige : « on s'est connu sur mon premier film, Crocodile (film, 1996). On a souvent travaillé ensemble, mais aujourd'hui, c'est devenu un acteur cher, et je crois qu'il me serait difficile de retravailler avec lui. En Corée, il faut se plier aux exigences des stars lorsqu'on travaille avec elles, mais j'ai du mal ».
- Au travers de son film, Kim Ki-duk retranscrit une réalité sociale coréenne : « les métisses ne sont pas encore bien vus en Corée. Ils ne sont pas considérés comme purs. Les gens pensent qu'ils ont été contaminés par les États-Unis ».
- Comme d'ordinaire dans les œuvres de Kim Ki-duk les personnages parlent peu, et cela pour une raison bien précise. Selon le réalisateur, « les gens qui ont beaucoup souffert ne parlent pas beaucoup... Ils ne s'ouvrent qu'un peu aux personnes qui les comprennent vraiment. Tous les personnages principaux de mes films sont des gens qui agissent d'une manière étrange suite à des blessures enfouies ».
- Si la consommation de viande de chien, qui remonte à l'époque où la plupart des Coréens ne pouvaient pas manger de la viande régulièrement, est légale en Corée du Sud, elle n'en concerne pas moins une infime partie de la population. Par ailleurs, la différence est bien faite entre les chiens destinés à l'élevage et ceux qui servent d'animaux de compagnie.
 Le personnage d'Œil de chien, qui pend des chiens avant de les battre, illustre cette tradition dans le film. Comme le précise le réalisateur, « en Corée, avant de manger du chien, on le roue de coups pour que sa chair soit tachée de sang. On dit alors que la viande devient tendre. Jadis, quand on tuait un chien, on le frappait comme cela jusqu'à sa mort. Je trouve cela vraiment cruel. Et le fait que le personnage de Jo Jae-hyeon soit capable d'une telle cruauté rend le film encore plus douloureux ». On l'aura compris, le metteur en scène, à l'instar de l'immense majorité de ses compatriotes, désapprouve cette pratique - le gouvernement incite d'ailleurs les tenants de cette tradition à se faire discrets lorsque la Corée accueille de grands événements internationaux (J.O., Coupe du monde...). Selon le réalisateur, « toute vie, celle des animaux et même celle d'une herbe, est noble et précieuse ».
- Avec ce film, Kim Ki-duk désirait avant tout « montrer l'inégalité des relations entre la Corée et les États-Unis ».« Je ne désire pas une immense société verticale dirigée par les États-Unis, je pense que nous avons besoin d'une société horizontale dans laquelle la tradition des petits pays puisse être respectée. Aujourd'hui, la Corée du Sud et la Corée du Nord tentent de passer outre aux hostilités de la guerre de Corée, mais les États-Unis veulent amplifier la tension sur la péninsule dans leur intérêt politique. Si jusqu'ici les États-Unis ont aidé la Corée du Sud d'une manière pacifique, maintenant ce serait bien de se retirer pour laisser les deux pays avoir de vraies discussions ».
- Depuis les Français jusqu'aux Américains en passant par les Japonais, la Corée a, comme l'explique le réalisateur, « sans cesse subi des invasions étrangères alors qu'elle n'a jamais envahi d'autres pays dans l'histoire contemporaine, c'est pourquoi les Coréens ont un sentiment de persécution. (...) La raison pour laquelle tous les regards se tournent vers notre cinéma provient de notre histoire pleine de cicatrices. On dit du cinéma coréen qu'il est cruel, mais c'est peut-être une réaction contre ceux qui ont blessé les Coréens. La Corée est encore un pays instable, et je pense que l'art se nourrit de cette tension permanente. Je ne désire pas pour autant l'anxiété pour l'amour de l'art, je préférerais en effet la paix même si l'art ne doit plus être. Mais jamais l'humanité n'a connu la paix, et elle ne la connaîtra sûrement jamais. C'est pourquoi on a besoin du cinéma ».